# Кініки
Кі́ніки або киніки (грец. κῠνικοί від грец. κῠνός «собака» і/або грец. Κῠνόσαργες Кіносарг, пагорб у Афінах; лат. Cynici, циніки), також кинізм — одна з найвідоміших і найзначніших давньогрецьких сократівських філософських шкіл IV століття до н. е.
Кініки були послідовниками Антисфена, учня Сократа. Здебільшого вивчали етичні проблеми та їхній вплив на суспільство, ігноруючи вивчення теорії пізнання й розвитку суспільства. Основою щастя і благодаті вони вважали нехтування суспільними нормами, відмову від багатства, слави, надмірних задоволень, досягнення незалежності та внутрішньої свободи особистості.

## Історія
Кініки виникли як філософська секта, заснована на початку IV ст. до н. е. Антисфеном, учнем Сократа. Назва «кінік» буквально означає «подібний до собаки». Вона може походити як від порівняння кініків з тваринами за їхній спосіб життя, так і від назви гімназії та пагорба «Кіносарг» (Сірий пес) біля Афін, де викладав Антисфен.
Найвідомішим кініком є Діоген Сінопський, учень Антисфена, який демонстративно вів жебрацьке життя, вчиняв безсоромні дії, пропагував відвертість і відмову від особистої власності. Учнем Діогена був Кратет Фіванський. Інші представники кінічної школи — Кратет, Метрокл, Меланіпп, Біон, Керкид та ін.
Серед мислителів, які перебували під сильним впливом кініків, Зенон Кітіумський, Клеанф Ассоський, Аристотель Хіоський, Мусоній Руф, Епіктет, Діон Хризостом та імператор Юліан.
Ймовірно, кініки проіснували до III ст. н. е. Дві промови Юліана у 361 році н. е. зневажають кініків його часу за відсутність аскетизму та стійкості «справжніх» кініків. Ідеї кінізму підійшли до завершення свого розвитку в VI ст. н. е., але їхня спадщина продовжилася у філософії та літературі. Найпомітніше це проявилося в ідеях стоїцизму. Також кінізм можна розглядати як джерело анархізму. Під впливом кініків оформилася меніппова сатира.
Вплив кінізму також присутній у християнській середньовічній та ренесансній думці, хоча християнські автори сприймали кінізм двоїсто. Вони схвалювали самодисципліну, незалежність і жебрацький спосіб життя кініків, але дорікали їм за безсоромність. Симпатії до кініків проявляв Фрідріх Ніцше. Від назви кініків походить термін «цинізм».

## Основні ідеї

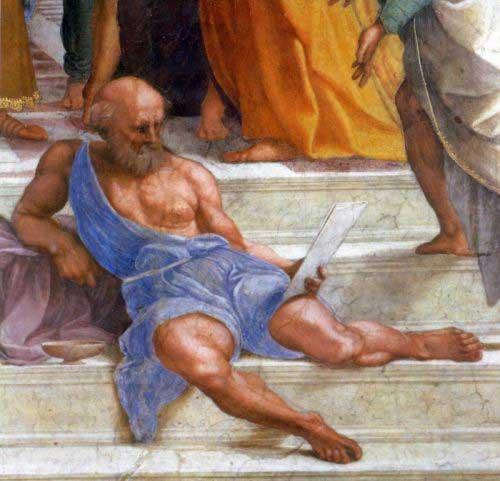
Діоген на картині Рафаеля «Афінська школа»

Кініки відкидали теоретичні міркування, визнаючи лише практичну філософію, що задовольняє потреби людського життя. На думку кініків, потрібно сприймати речі такими, якими вони сприймаються органами відчуттів, без зайвих міркувань. Головний принцип життя у вченні кініків полягав у тому, щоб «ні в чому не мати потреби». Кініки заперечували необхідність держави та соціальних норм, і найпершим благом людини вбачали свободу. В їхньому баченні свобода досягається через «слідування природі» за допомогою відсутності упереджень, звичаїв і залежності від будь-кого. З цієї причини кініки уникали контактів з політиками.
Зразком для наслідування в кінізмі поставав Геракл, а антигероєм — Александр Македонський. Унаочненням кінічної позиції стала поведінка представників школи, передусім Діогена Сінопського, відомого асоціальним способом життя і демонстративним нехтуванням суспільною мораллю. Про Діогена лишилися перекази, де він зустрічається з Александром Македонським і зухвало й дотепно відповідає на його слова. Наприклад, на пропозицію отримати будь-яке благо, Діоген відповів: «Не затуляй мені сонце».
Кініки вели аскетичний спосіб життя, уникали заможності та піддавали себе різним випробуванням. Так, Діоген Сінопський ходив босоніж по снігу, обіймав холодні статуї і катався в пекучому літньому піску. Кратет позбувся свого значного багатства, щоб стати кініком.
Через це ще в античності існувала суперечка як розуміти кінізм: як філософську позицію чи особливий спосіб життя.
Членство в товаристві кініків передбачало спільний доступ до матеріальних благ, де ніхто не володіє ними. Кініки також погоджувалися жити жебракуванням та навіть красти. Послідовники Кратета Фіванського та деякі кініки римської епохи виражали свої погляди в байдужості до матеріальних благ. Деякі з них були заможними та реалізовували свої ідеали через перерозподіл багатства або щедрі пожертвування особистого майна нужденним.
Кінічне вчення справило значний вплив на формування християнської етики, зокрема на Тертуліана.

## Відомі кініки
- Антисфен
- Біон Борисфеніт
- Діоген Сінопський‎
- Гіппархія‎
- Керкід‎
- Кратет Фіванський‎
- Менедем‎
- Меніпп Гадарський‎
- Метрокл із Маронеї‎
- Монім‎
- Телес